# August Neidhardt von Gneisenau
Pour les articles homonymes, voir Neidhardt.
August Wilhelm Antonius, comte Neidhardt von Gneisenau (né le 27 octobre 1760 à Schildau, près de Torgau – mort du choléra le 23 août 1831 à Posen) est un Generalfeldmarschall prussien qui combattit les armées de Napoléon et de ses alliés.

## Biographie

### Avant 1806
August von Gneisenau est issu d'une ancienne famille catholique de la noblesse autrichienne, les Neidhardt, dont le château était à Gneisenau (de), au nord du Danube. Son père était lieutenant d'artillerie engagé dans l'armée de l'électeur de Saxe. Il est instruit par les Jésuites à Wurzbourg, puis suit les cours de l'université d'Erfurt. Il devient cadet en 1778 dans un régiment de hussards « comte Wurmser » (de), sous le commandement de Dagobert Sigmund von Wurmser et s'engage en 1780 dans l'armée du margrave Charles-Frédéric d'Anspach-Bayreuth. Il est nommé Leutnant en 1782 sous le nom de Gneisenau et participe ensuite à une expédition en Amérique du Nord, le margrave ayant décidé de louer de ses soldats aux Anglais contre les colons américains se soulevant pour leur indépendance. 
Il s'engage dans l'armée prussienne en 1786, sous le grade de premier-lieutenant. Un édit royal du 18 février 1786 l'autorise à se nommer Neidhardt von Gneisenau. Il entre dans un bataillon de fusiliers cantonné à Löwenberg et devient capitaine d'état-major en 1790. Il commande un bataillon en Pologne à partir de l'automne 1793. Deux ans plus tard, il est commandant. Gneisenau est l'auteur aussi à cette époque d'un certain nombre de documents topographiques et de travaux théoriques sur la topographie militaire.

### De 1806 à 1813
Lorsque la Grande Armée de Napoléon et de ses alliés s'engage en Europe en 1806 contre la Prusse et l'Autriche, Gneisenau commande un bataillon qui combat courageusement, mais se fait battre à la bataille de Saalfeld et à la bataille d'Iéna. Il est nommé major en novembre 1806.
Il est nommé commandant de la forteresse de Kolberg (ou selon l'orthographe française de l'époque Colberg), au bord de la mer Baltique, en avril 1807. Cette position est importante pour la Prusse, car elle commande la côte baltique et la route de l'Est. Objet de convoitise des pays voisins, elle était redevenue prussienne (après une période russe d'un an), par le traité de Saint-Pétersbourg du 24 avril (5 mai) 1762 entre Frédéric le Grand et l'empereur Pierre III de Russie, né grand-duc de Holstein, germanophone et prussophile. Gneisenau tient la forteresse, pendant le siège qui a lieu du 26 avril au 2 juillet 1807 et elle ne tombe pas aux mains des Français et de leurs alliés du Rhin. Ce n'est qu'à la signature du traité de Tilsitt que les soldats en seront évacués. L'héroïque officier est donc nommé Oberstleutnant. Il décide de prendre une part importante à la rénovation de l'armée prussienne. Celle-ci, selon les termes du traité, était limitée à 42 000 hommes, qui pouvaient servir d'appui à l'armée de Napoléon, et la Prusse devait payer à la France d'énormes indemnités. Parallèlement, un courant romantique de réveil allemand se crée. L'écroulement de 1806 provoque dans tous les pays, principautés et souverainetés de l'ancien Empire romain germanique (supprimé en août par l'empereur François II, sous la pression de la nouvelle Europe napoléonienne) un besoin d'unité, tandis qu'une frange de l'opinion, notamment en Rhénanie, et certains milieux de Berlin s'affiche comme partisane de l'Empereur des Français. C'est en Prusse, qui devient petit à petit le fer de lance de l'idée de l'unité allemande, que le besoin de réforme et de modernisation (pour combler son retard) se fait le plus pressant. En attendant, la Prusse est à genoux, des fonctionnaires français tiennent les rouages administratifs de la partie occupée du pays et la cour s'est retirée à Königsberg en province de Prusse-Orientale.
Le baron de Stein s'attelle aux réformes et provoque la méfiance de Frédéric-Guillaume III et la colère de Napoléon qui le déclare traître à son pays et « Ennemi de la France » (décembre 1808). Gneisenau est lui aussi démis de ses fonctions, à l'été 1809, et doit quitter le royaume de Prusse. Il en profite pour voyager en Angleterre, en Suède et en Russie. La Prusse est devenue un satellite de la France.

### Après 1813
Il se trouve à Breslau en Silésie, lorsqu'il est nommé Generalmajor en 1813. Entre-temps, la Grande Armée a subi la retraite de Russie et la chance semble tourner pour Napoléon. Gneisenau s'engage sous le commandement de l'armée silésienne du Feldmarschall von Blücher. Après la mort du General von Scharnhorst (blessé à la bataille de Lützen), Gneisenau est nommé chef de l'État-major de Blücher, en juin 1814. Désormais, avec une armée modernisée et un ennemi fatigué, les Prussiens et leurs alliés s'engagent dans des batailles de plus en plus difficiles, dont certaines sont victorieuses et finalement provoquent la déroute des restes de la Grande Armée (bataille de Katzbach en août 1813, bataille des Nations autour de Leipzig en octobre 1813). Gneisenau est nommé Generalleutnant après cette dernière bataille. Pendant l'absence de Blücher après la bataille de Laon, Gneisenau, se trouve de fait le chef de l'armée prussienne, pendant une quinzaine de jours.
Il reçoit l'Ordre Pour le Mérite avec feuilles de chêne, le 31 mars 1814. Le roi de Prusse Frédéric-Guillaume et l'empereur Alexandre font leur entrée dans Paris et Gneisenau est fait comte. La France, épuisée, sera partiellement occupée pendant trois ans (avec l'intermède des Cent-Jours, et la bataille de Ligny) et accueille pour certains avec une relative bienveillance ses anciens ennemis qui ont remis les Bourbons sur le trône, et pour d'autres une complète indifférence ou une hostilité larvée … 
Gneisenau est nommé commandant de la VIII. Armee (VIIIe armée) du royaume de Prusse, après la guerre, et en 1818 devient gouverneur de Berlin et membre du cabinet chargé des Affaires militaires et étrangères. 
Le 18 juin 1825, il est nommé Generalfeldmarschall à Waterloo aux célébrations marquant le 10e anniversaire de la bataille.
Il reprend du service, en mars 1831, lorsque Varsovie se soulève. Il meurt du choléra dans son quartier-général de Posen, quelque temps plus tard.

## Descendance
Issu de son mariage Juliane Karoline Friederike, née baronne von Kottwitz (de) (1772-1832), ses fils, August, Hugo et Bruno, embrassent une carrière militaire. Sa fille Agnès (1800-1822) est mariée à Wilhelm von Scharnhorst, sa fille Hedwig (1805-1890) au comte Friedrich von Brühl (de), sa fille Emilie au comte Karl von Hohenthal au château de Püchau (de). Sa fille Ottilie est restée célibataire.

## Notes

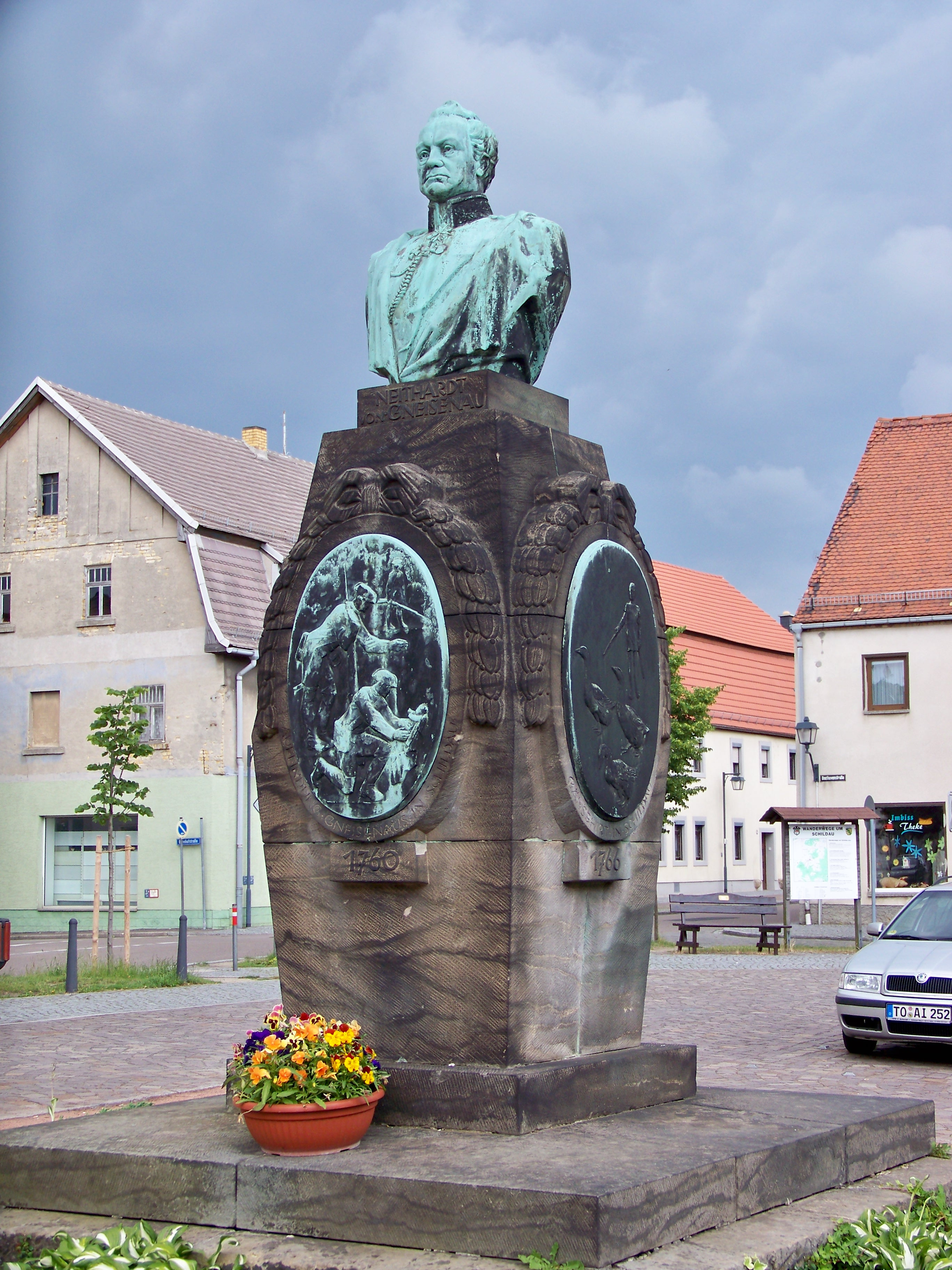
Monument en mémoire de Gneisenau à Schildau, sa ville natale